# توماس غالفان
توماس غالفان (بالإسبانية: Tomás Galván) هو لاعب كرة قدم أرجنتيني، ولد في 11 أبريل 2000 في El Talar, Jujuy ‏ في الأرجنتين.

## وصلات خارجية
- توماس غالفان على موقع قاعدة بيانات كرة القدم.إي يو (الإنجليزية)
- توماس غالفان على موقع Soccerway.com (الإنجليزية)